# Druwi

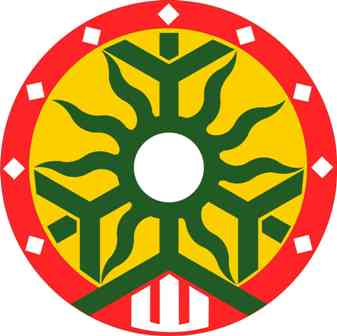
Le redos ratas, logo de l'Académie Kurono de la prêtrise balte.

Le Druwi (en vieux-prussien, signifie foi et est apparenté à arbre ; samogitien: Druwē) est un néopaganisme balte essentiellement présent en Lituanie. 

## Histoire
Se réclamant d'une origine borusse, il est distinct du Romuva, lequel doit plutôt être considéré comme une forme spécifique du Druwi.
Le Druwi est principalement représenté par l'Académie Kurono de la prêtrise balte (lituanien : Baltųjų žynių mokykla Kurono) fondée en 1995 et qui se réclame de Vydūnas.

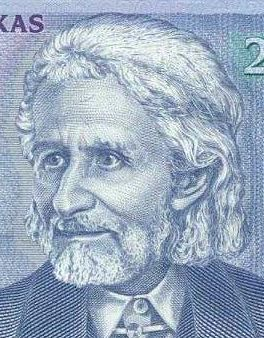
Vydūnas

## Source de la traduction
- (en) Cet article est partiellement ou en totalité issu de l’article de Wikipédia en anglais intitulé « Druwi » (voir la liste des auteurs).